# آماندوس آدامسون

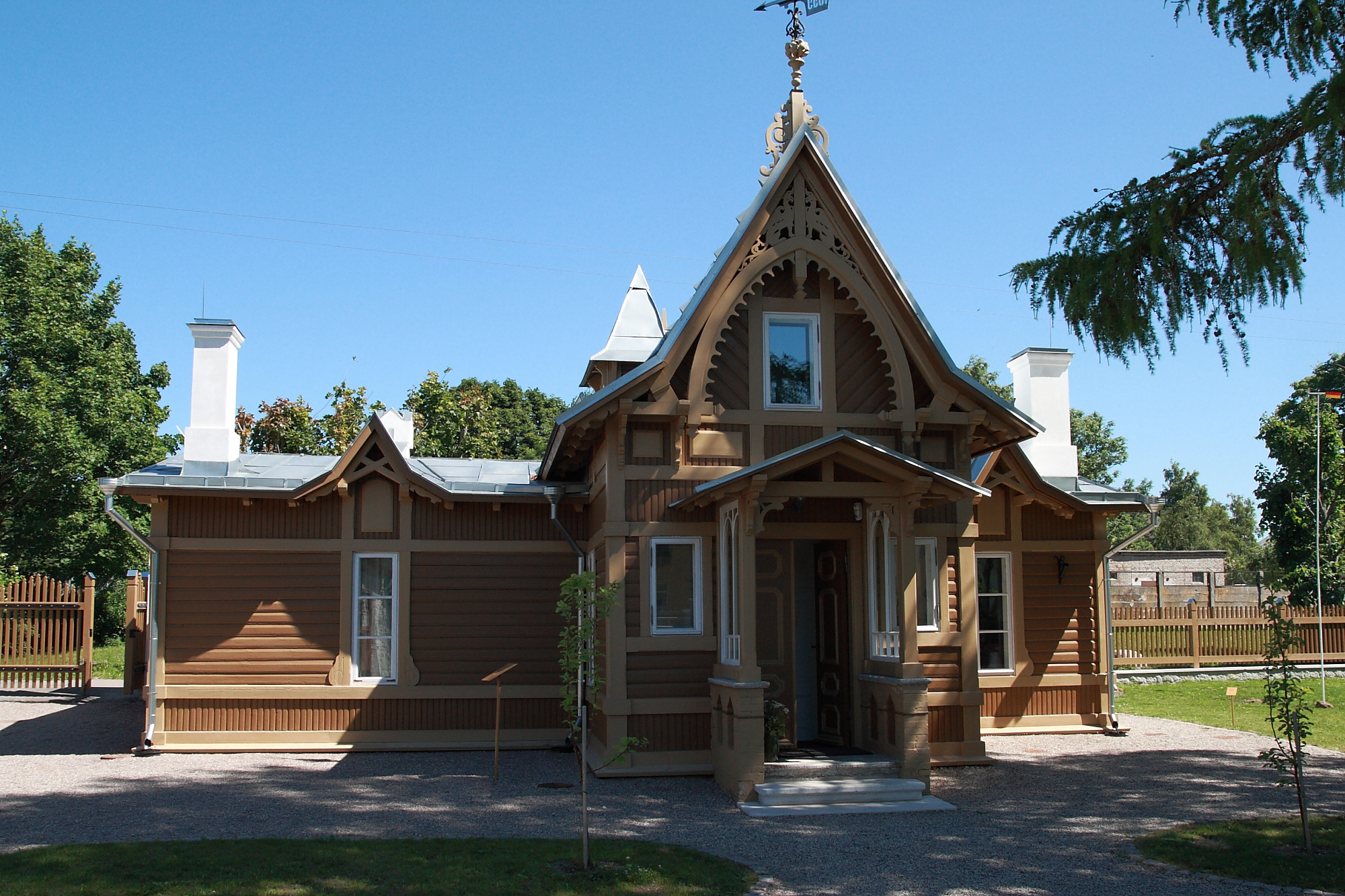
خانه آماندوس آدامسون

آماندوس آدامسون (استونیایی: Amandus Adamson; ۱۲ نوامبر ۱۸۵۵ – ۲۶ ژوئن ۱۹۲۹) یک مجسمه‌ساز اهل استونی بود.
از مهم‌ترین آثار ساخته شده توسط وی یادواره روسالکا در شهر تالین است.

## نگارخانه

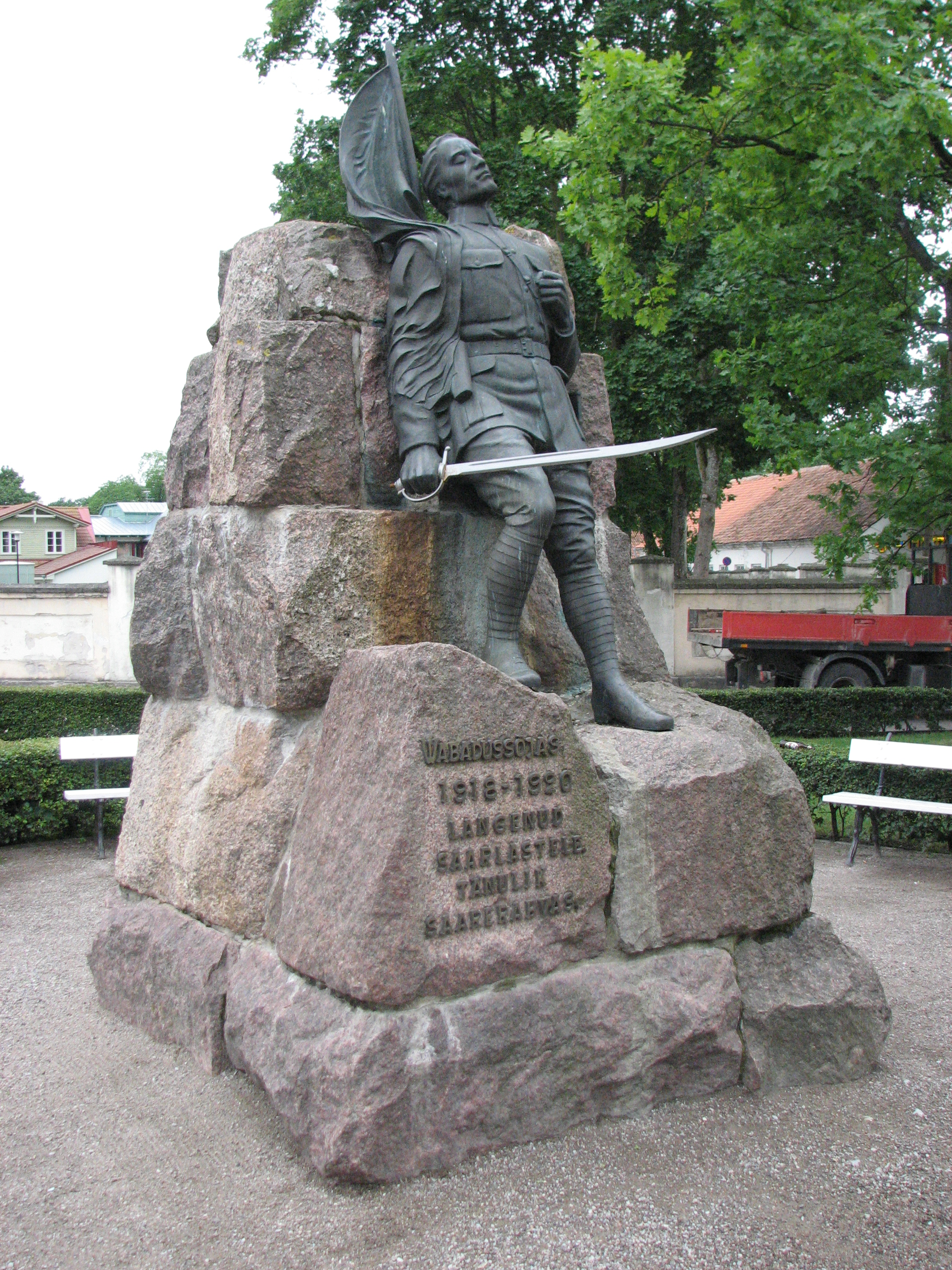
Copy of the original Monument to the Estonian War of Liberation, کورساره
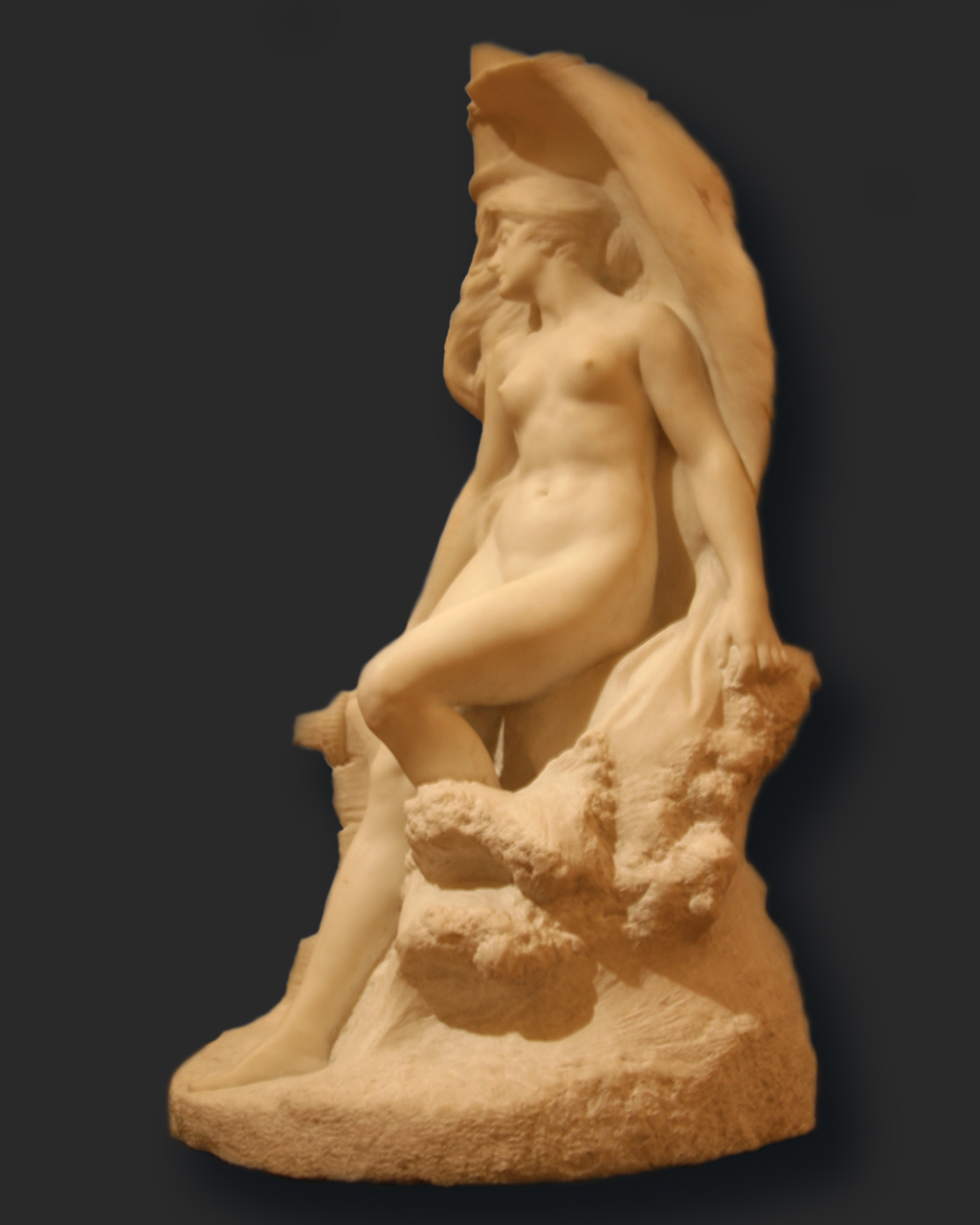
The Ship's Last Sigh, in bisque, 1899
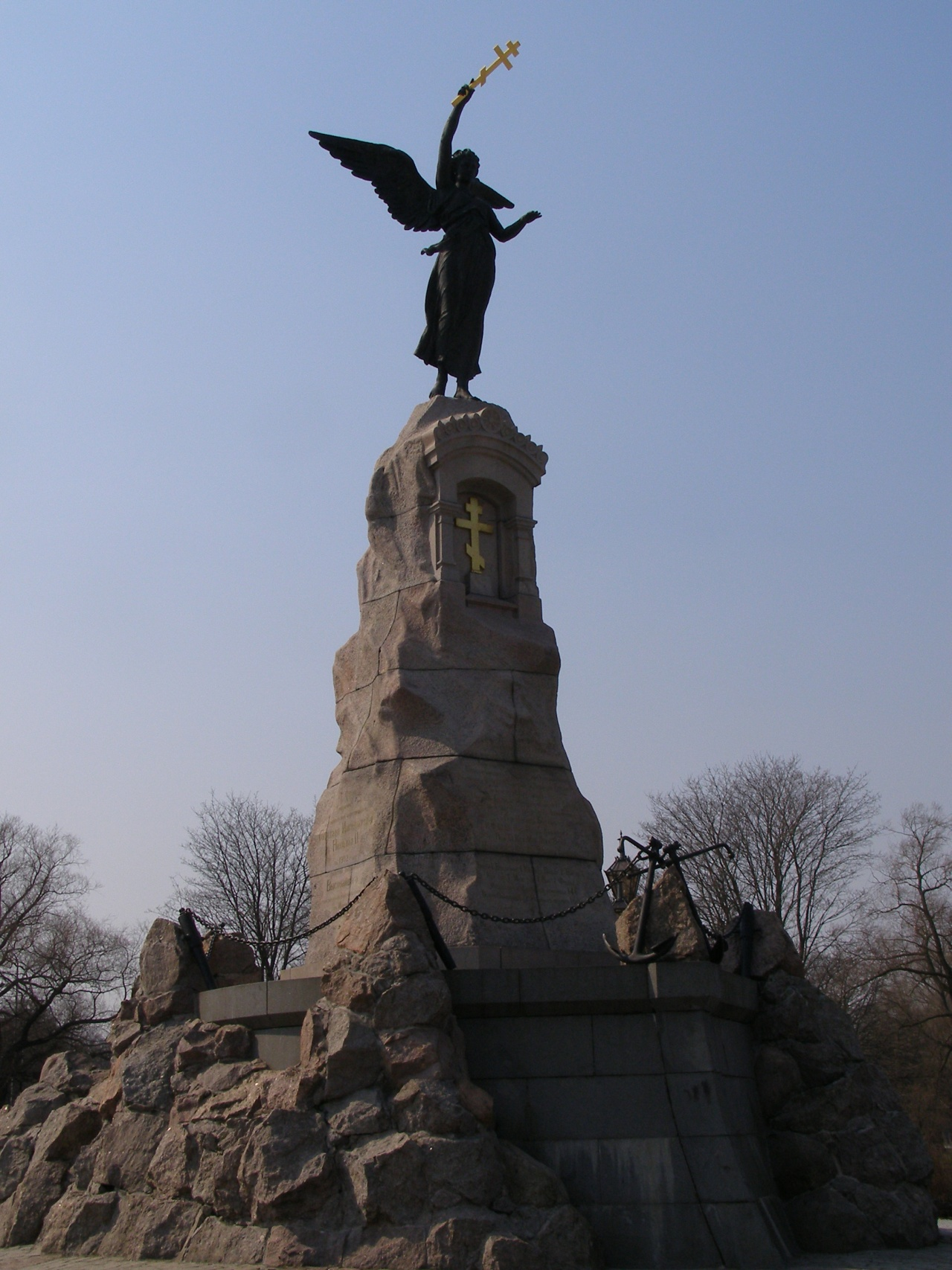
Sailors of the Ironclad warship Russalka
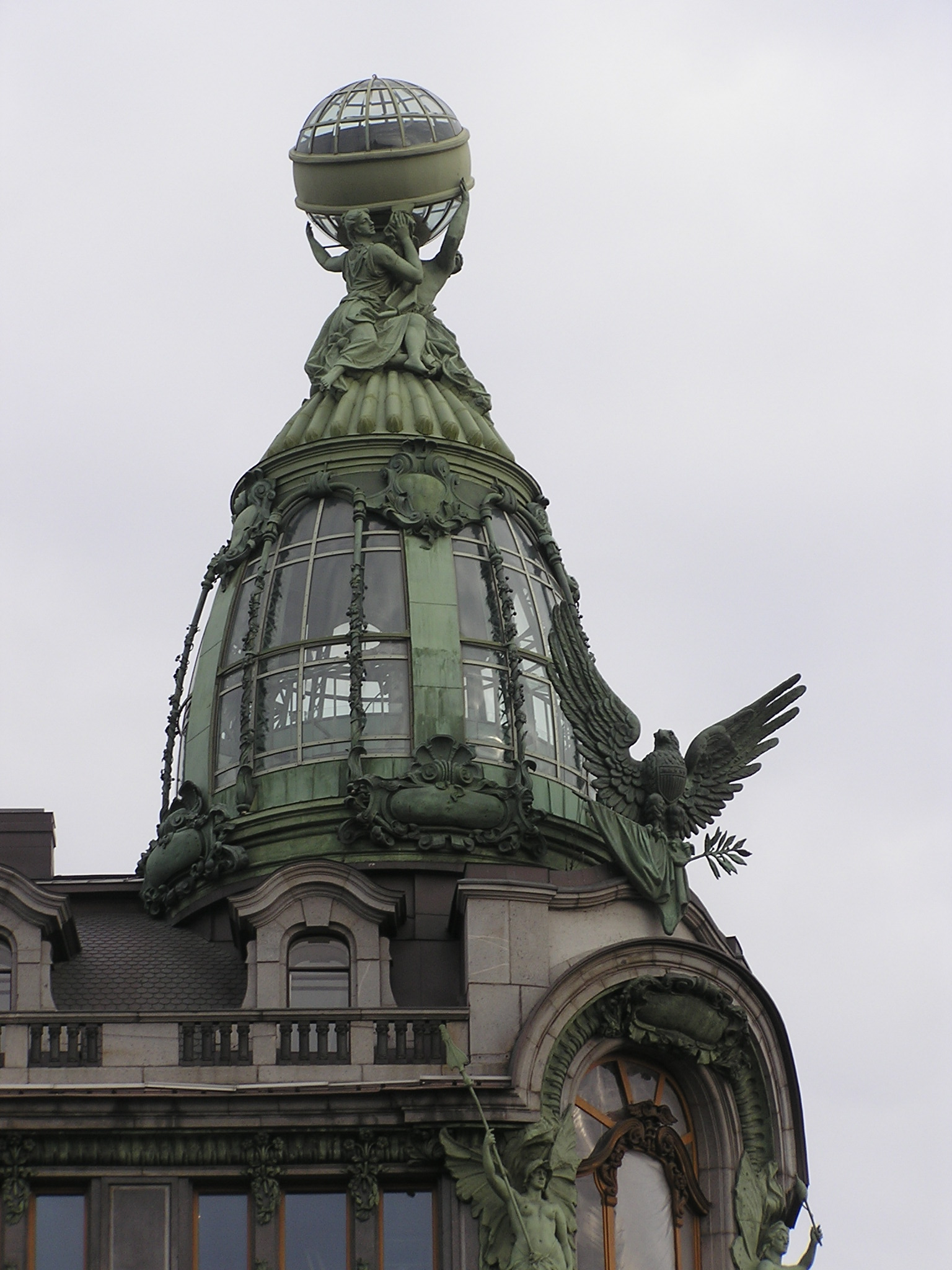
finial figures and globe, Singer House. St. Petersburg, 1902–1904
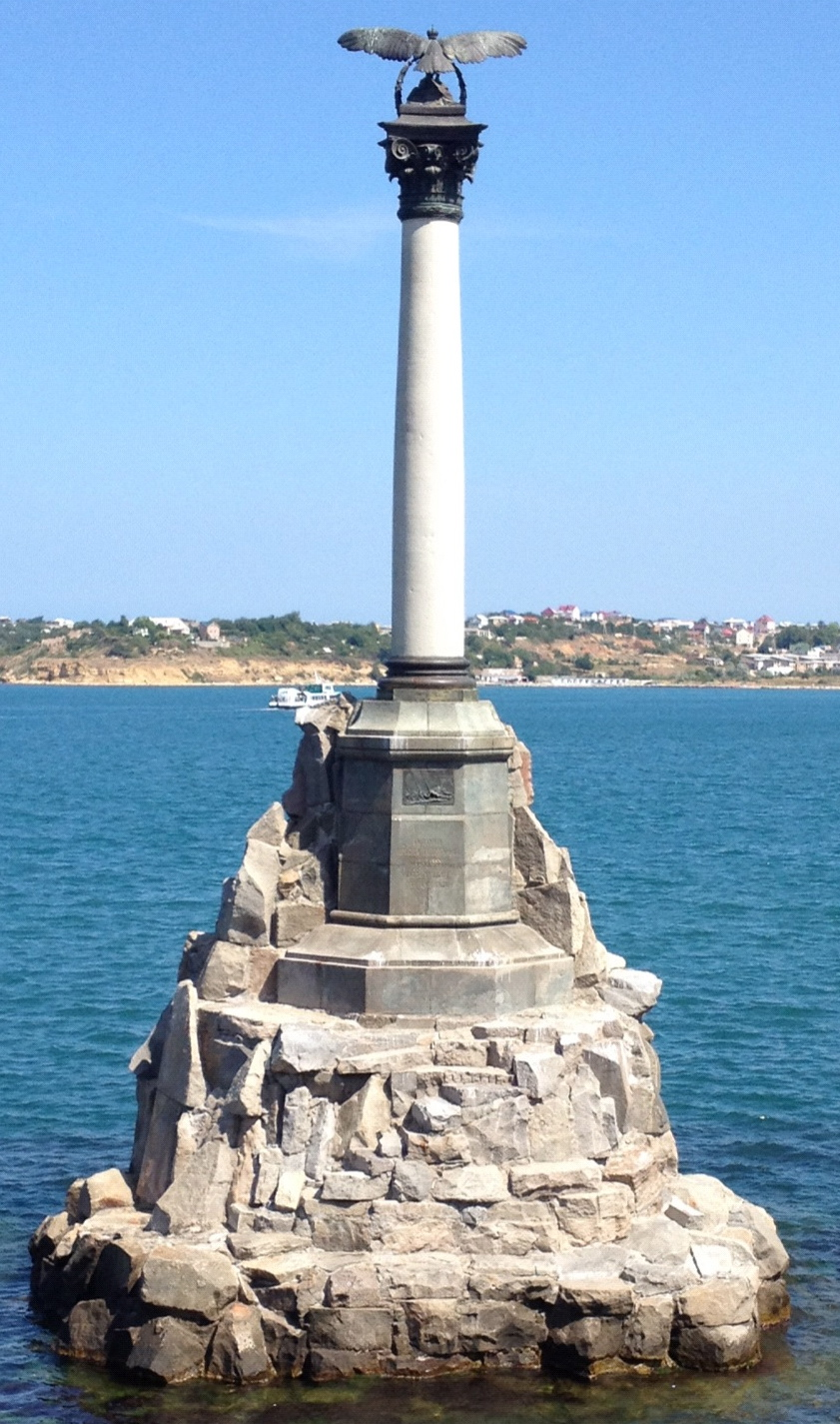
Monument to the Scuttled Ships, Sevastopol, Crimea, 1905
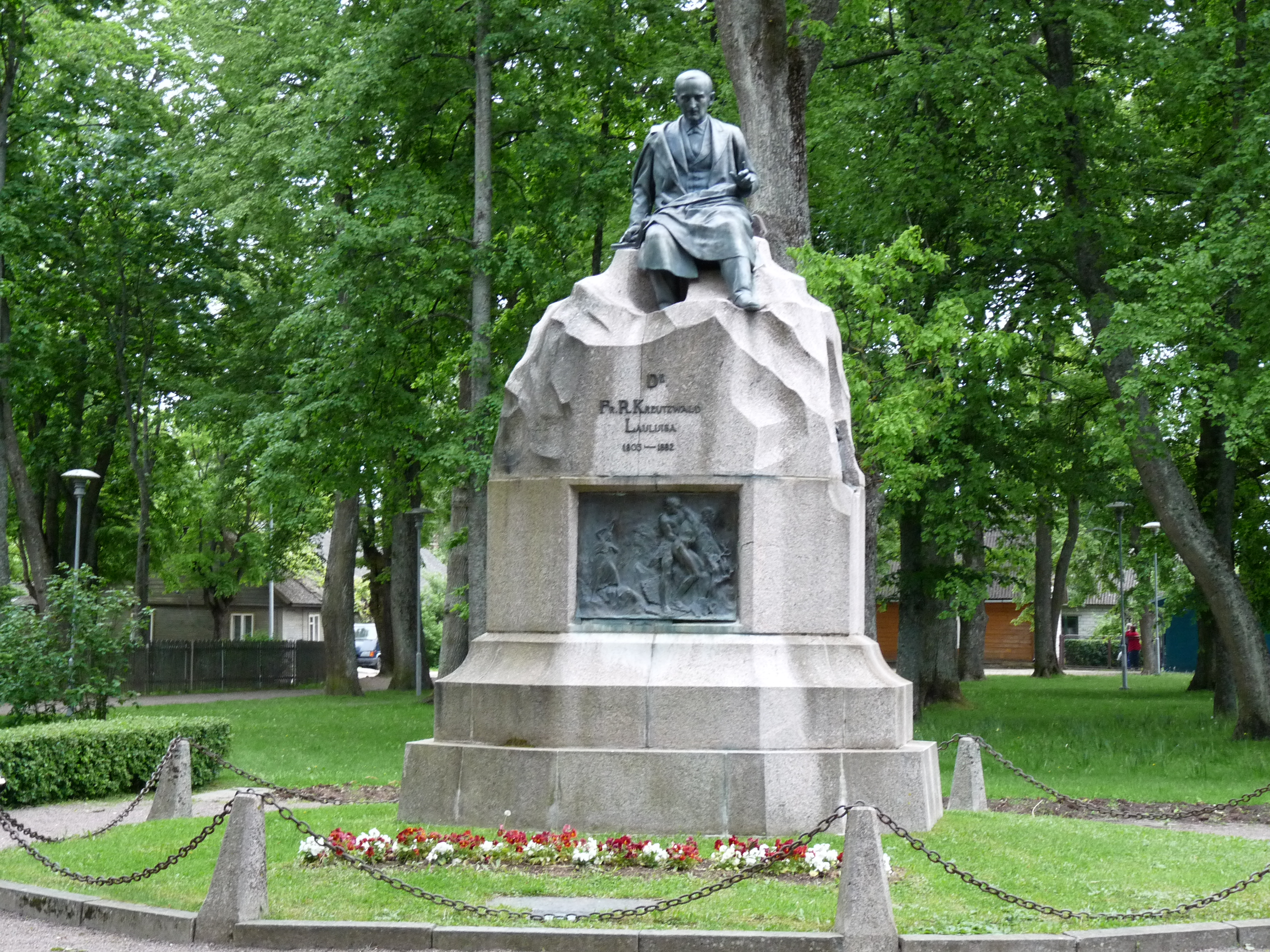
Monument to Friedrich Reinhold Kreutzwald, وورو، ۱۹۲۶